# Jewhen Paszkowski
Jewhen Wołodymyrowycz Paszkowski, ukr. Євген Володимирович Пашковський (ur. 19 listopada 1962 roku w okolicach Żytomierza) – ukraiński prozaik i eseista.

## Życiorys
Uczęszczał do technikum przemysłowego w Kijowie. Od 1980 r. wykonywał różne prace: był montażystą na budowach w Kijowie, pracował w kopalni, a także brał udział w budowie kijowskiego metra. W 1984 r. rozpoczął naukę w Państwowej Kijowskiej Akademii Pedagogicznej (obecnie Państwowy Kijowski Uniwersytet im. M. Drahomanowa), ale po ukończeniu trzeciego roku przeniósł się na studia zaoczne, które porzucił i zaczął podróżować. Zwiedził między innymi północny Kaukaz, Ural. Pracował również jako fotograf. Od 1992 r. pracował w gazecie Akademii Kijowsko-Mohylańskiej - Tak. Obecnie jest zastępcą redaktora naczelnego czasopisma „Неопалима купина”. Mieszka w Kijowie.  

## Nagrody i wyróżnienia
Laureat nagród literackich Fundacji Doktora Mychajła Demjaniwa „Свода і мир для України” w 1993 r. za powieści Вовча зоря, Свяото, Везодня. W 1996 r. laureat Nagrody im. Je. Baczynśkiego „У свічаді слова” za powieść Осінь для ангела. W 2001 r. został wyróżniony narodową Nagrodą Literacką im. Tarasa Szewczenki za powieść-esej Щоденний жезль. Jewhen Paszkowśkyj został najmłodszym pisarzem wyróżnionym tą nagrodą. Jest członkiem Narodowego Związku Pisarzy Ukrainy i PEN Clubu.